# Nicolas Gob
Nicolas Gob (Brussel, 29 oktober 1982) is een Belgische acteur.

## Biografie
Nicolas Gob werd geboren op 29 oktober 1982 in Brussel. Al van jongs af aan toonde Gob een interesse voor acteren, daarnaast was hij ook nog eens een fervent sporter. Hij deed onder meer aan tennis, karate en dans. Ook al wilde hij eerst een professionele tennisser worden, uiteindelijk heeft hij gekozen voor acteren. Zo heeft hij vanaf zijn 15de meegewerkt aan enkele kindertheaterstukken en vervolgens zelfs even als model gewerkt voor Olivier Dachkin.
Op zijn 17de deed hij mee aan de ingangsexamens van de Brusselse toneelschool Parallax, waar hij werd toegelaten. Dit betekent tevens de start van zijn carrière.
Tegenwoordig woont Gob, net zoals de meeste Franstalige Belgische acteurs, grotendeels in Parijs. Gob heeft nog twee zussen, namelijk Stéphanie en Émilie. Hij is ook goed bevriend met Belgisch acteur Jérémie Renier.

## Carrière
Op zijn 17de werd Gob toegelaten aan de toneelschool Parallax. Tijdens zijn opleiding speelde hij in verschillende toneelstukken, waaronder een rol in Affabulatione van Pasolini, geregisseerd door Sybille Cornet voor Brussel 2000 en als Frédéric in het stuk La poudre aux Yeux tijdens het Francofollies festival in Spa.
Zijn eerste grote rol op het kleine scherm was in de televisiefilm Procès de famille van Alain Tasma. Hij speelde de rol van Lucas Danjou en kreeg hiervoor de prijs van jeune espoir op het festival van Luchon in 2004. Een jaar later vertolkt hij de rol van de jaloerse Jacques in de spraakmakende film Un amour à taire, waarvoor hij opnieuw de prijs van jeune espoir op het festival van Luchon in ontvangst mocht nemen.
In 2008 speelde hij de rol van Bruno, een aidspatiënt, in de film Sa raison d'être, ook hij hiervoor werd hij beloond op het festival van Luchon, ditmaal met de prijs voor beste acteur.
Sinds 2006 is hij ook te zien in verschillende populaire Franse series, waaronder Les bleus, premiers pas dans la police, Merci, les enfants vont bien! en in het France 3 oorlogsepos Un village français.
Momenteel werkt hij aan de film Cannibal van de Belgische regisseur Benjamin Viré.

## Beknopte credits

### Televisie
- Un village français (2009): Jean Marchetti
- Sa raison d'être (2008): Bruno
- Merci, les enfants vont bien! (sinds 2007): Benjamin
- Les bleus, premiers pas dans la police (sinds 2006): Kévin Laporte
- Un amour à taire (2005): Jacques Lavandier
- Trois femmes... un soir d'été (2005): Jeff
- Procès de famille (2004): Lucas Danjou
- Un paradis pour deux (2002)

### Film
- Cannibal (2010): Max
- Mes copines (2006): Pierre
- Des plumes dans la tête (2003)

### Kortfilm
- Waterloo (2003)
- Si gentil (2009): Alex

### Theater
- Affabulatione
- La poudre aux Yeux

## Prijzen
- Festival du film de télévision de Luchon 2004 : jeune espoir
- Festival du film de télévision de Luchon 2005 : jeune espoir
- Festival du film de télévision de La Rochelle 2008 : meilleur acteur